# Kuito
Kuito este un oraș în Angola. Este reședința provinciei Bié.